# Fenna Meijer
Fenna Meijer (Sneek, 7 februari 2003) is een voetbalspeelster uit Nederland. Ze speelt als verdediger voor sc Heerenveen in de Vrouwen Eredivisie.

## Clubcarrière
Meijer begon haar professionele carrière  bij ONS Sneek. Al snel zou ze overstappen naar de jeugdopleiding van Sc Heerenveen. In 2021 werd ze overgeheveld naar de eerste selectie van de Friezinnen.
Op 24 september 2021 maakte Meijer haar debuut voor Sc Heerenveen in de Vrouwen Eredivisie in een uitwedstrijd tegen Ajax door in de 63ste minuut in te vallen voor Zoï van de Ven.
Op 23 juni 2022 tekende Meijer haar eerst contract bij Sc Heerenveen.
Op 25 mei 2022 verlengde Meijer haar contract bij Sc Heerenveen. In het seizoen 2022/23 wist Meijer met Sc Heerenveen de achtste plaats in de Vrouwen Eredivisie te behalen.
Meijer tekende op 21 juni 2023 een nieuwe verbintenis bij Sc Heerenveen dat haar tot medio 2024 aan de club verbindt. Op 28 mei 2024 verlengde Meijer haar contract voor de Friezinnen opnieuw met een jaar. Een derde contractverlenging voor Meijer volgde op 18 juni 2025.

## Statistieken
| Seizoen | Club          | Competitie         | Competitie | Competitie | Beker | Beker | Overig | Overig | Totaal | Totaal |
| Seizoen | Club          | Competitie         | Wed.       | Dlp.       | Wed.  | Dlp.  | Wed.   | Dlp.   | Wed.   | Dlp.   |
| ------- | ------------- | ------------------ | ---------- | ---------- | ----- | ----- | ------ | ------ | ------ | ------ |
| 2020/21 | sc Heerenveen | Vrouwen Eredivisie | 0          | 0          | 0     | 0     | 0      | 0      | 0      | 0      |
| 2021/22 | sc Heerenveen | Vrouwen Eredivisie | 22         | 0          | 2     | 0     | 0      | 0      | 24     | 0      |
| 2022/23 | sc Heerenveen | Vrouwen Eredivisie | 16         | 0          | 2     | 0     | 0      | 0      | 18     | 0      |
| 2023/24 | sc Heerenveen | Vrouwen Eredivisie | 13         | 0          | 2     | 0     | 0      | 0      | 15     | 0      |
| 2024/25 | sc Heerenveen | Vrouwen Eredivisie | 22         | 0          | 2     | 0     | 0      | 0      | 24     | 0      |
| Totaal  | Totaal        | Totaal             | 73         | 0          | 8     | 0     | 0      | 0      | 81     | 0      |

Laatste update: 18 juni 2025

## Interlandcarrière
Fenna Meijer heeft als jeugdinternational meerdere jeugdelftallen van Nederland doorlopen. Zo is ze onderdeel geweest van onder 15, onder 16, onder 17, onder 18, onder 19 en onder 20. Met laatstgenoemde mocht ze deelnemen aan het WK 2022 in Costa Rica. Hier wist Nederland de halve finale te halen waarin Spanje met 2-1 te sterk was.